# Suillia vicaria
Suillia vicaria är en tvåvingeart som beskrevs av Gorodkov 1976. Suillia vicaria ingår i släktet Suillia och familjen myllflugor. Inga underarter finns listade i Catalogue of Life.